# Ștefan Cantacuzino
Ștefan Cantacuzino (în greacă: Στέφανος Καντακουζινός; n. cca. 1675 – d. 7 iunie 1716) a fost domnul Țării Românești din aprilie 1714 până la 21 ianuarie 1716, fiind ultimul conducător pământean al țării înainte de instituirea domniilor fanariote.

## Biografie
Ștefan Cantacuzino făcea parte din familia Cantacuzino, care își disputase în a doua jumătate a secolului al XVII-lea cu familia Băleanu predominanța în politica Țării Românești, ieșind în cele din urmă câștigătoare.
Bunicul său era postelnicul Constantin Cantacuzino. Ștefan era fiul stolnicului Constantin Cantacuzino, un mare umanist român educat în Italia. Prin tată, era nepot de frate al domnului Țării Românești, Șerban Cantacuzino, al ctitorului Mihai Cantacuzino și al Stancăi Cantacuzino, mama lui Constantin Brâncoveanu.

În timpul unchiului său Șerban (1678-1688), familia Cantacuzino a prevalat asupra rivalilor Băleni. În momentul morții lui Șerban, stolnicul Constantin Cantacuzino și Mihai Cantacuzino au aranjat alegerea lui Constantin Brâncoveanu în domnie, având inițial un rol important în afacerile țării.
|                           |                           |                           |                           |                           |                           |  |  | Constantin Cantacuzino | Constantin Cantacuzino | Constantin Cantacuzino | Constantin Cantacuzino | Constantin Cantacuzino | Constantin Cantacuzino |  |  | Elina Cantacuzino      | Elina Cantacuzino      | Elina Cantacuzino      | Elina Cantacuzino      | Elina Cantacuzino      | Elina Cantacuzino      |  |  |                   |                   |                   |                   |                   |                   |  |  |       |       |       |       |       |       |  |  |  |  |  |  |  |  |  |  |  |  |  |  |  |  |  |  |  |  |  |  |  |  |
|                           |                           |                           |                           |                           |                           |  |  | Constantin Cantacuzino | Constantin Cantacuzino | Constantin Cantacuzino | Constantin Cantacuzino | Constantin Cantacuzino | Constantin Cantacuzino |  |  | Elina Cantacuzino      | Elina Cantacuzino      | Elina Cantacuzino      | Elina Cantacuzino      | Elina Cantacuzino      | Elina Cantacuzino      |  |  |                   |                   |                   |                   |                   |                   |  |  |       |       |       |       |       |       |  |  |  |  |  |  |  |  |  |  |  |  |  |  |  |  |  |  |  |  |  |  |  |  |
|                           |                           |                           |                           |                           |                           |  |  |                        |                        |                        |                        |                        |                        |  |  |                        |                        |                        |                        |                        |                        |  |  |                   |                   |                   |                   |                   |                   |  |  |       |       |       |       |       |       |  |  |  |  |  |  |  |  |  |  |  |  |  |  |  |  |  |  |  |  |  |  |  |  |
|                           |                           |                           |                           |                           |                           |  |  |                        |                        |                        |                        |                        |                        |  |  |                        |                        |                        |                        |                        |                        |  |  |                   |                   |                   |                   |                   |                   |  |  |       |       |       |       |       |       |  |  |  |  |  |  |  |  |  |  |  |  |  |  |  |  |  |  |  |  |  |  |  |  |
| Stanca (căs. Brâncoveanu) | Stanca (căs. Brâncoveanu) | Stanca (căs. Brâncoveanu) | Stanca (căs. Brâncoveanu) | Stanca (căs. Brâncoveanu) | Stanca (căs. Brâncoveanu) |  |  | Șerban Cantacuzino     | Șerban Cantacuzino     | Șerban Cantacuzino     | Șerban Cantacuzino     | Șerban Cantacuzino     | Șerban Cantacuzino     |  |  | Constantin Cantacuzino | Constantin Cantacuzino | Constantin Cantacuzino | Constantin Cantacuzino | Constantin Cantacuzino | Constantin Cantacuzino |  |  | Mihai Cantacuzino | Mihai Cantacuzino | Mihai Cantacuzino | Mihai Cantacuzino | Mihai Cantacuzino | Mihai Cantacuzino |  |  | Alții | Alții | Alții | Alții | Alții | Alții |  |  |  |  |  |  |  |  |  |  |  |  |  |  |  |  |  |  |  |  |  |  |  |  |
| Stanca (căs. Brâncoveanu) | Stanca (căs. Brâncoveanu) | Stanca (căs. Brâncoveanu) | Stanca (căs. Brâncoveanu) | Stanca (căs. Brâncoveanu) | Stanca (căs. Brâncoveanu) |  |  | Șerban Cantacuzino     | Șerban Cantacuzino     | Șerban Cantacuzino     | Șerban Cantacuzino     | Șerban Cantacuzino     | Șerban Cantacuzino     |  |  | Constantin Cantacuzino | Constantin Cantacuzino | Constantin Cantacuzino | Constantin Cantacuzino | Constantin Cantacuzino | Constantin Cantacuzino |  |  | Mihai Cantacuzino | Mihai Cantacuzino | Mihai Cantacuzino | Mihai Cantacuzino | Mihai Cantacuzino | Mihai Cantacuzino |  |  | Alții | Alții | Alții | Alții | Alții | Alții |  |  |  |  |  |  |  |  |  |  |  |  |  |  |  |  |  |  |  |  |  |  |  |  |
| Constantin Brâncoveanu    | Constantin Brâncoveanu    | Constantin Brâncoveanu    | Constantin Brâncoveanu    | Constantin Brâncoveanu    | Constantin Brâncoveanu    |  |  |                        |                        |                        |                        |                        |                        |  |  | Ștefan Cantacuzino     | Ștefan Cantacuzino     | Ștefan Cantacuzino     | Ștefan Cantacuzino     | Ștefan Cantacuzino     | Ștefan Cantacuzino     |  |  |                   |                   |                   |                   |                   |                   |  |  |       |       |       |       |       |       |  |  |  |  |  |  |  |  |  |  |  |  |  |  |  |  |  |  |  |  |  |  |  |  |

## Domnie

Ştefan şi soţia, Păuna. Pictură murală imaginară din sala de bal de la Castelul Cantacuzino Bușteni

După 1704, relația Cantacuzinilor cu Brâncoveanu s-a stricat, culminând cu dezertarea lui Toma Cantacuzino în timpul războiului ruso-turc. O cauză pentru sângele rău era ambiția lui Brâncoveanu de a crea o monarhive ereditară, ceea ce era în discordanță cu dorința stolnicului Constantin Cantacuzino de a-și pune fiul în scaunul domnesc.
La 24 martie/5 aprilie Brâncoveanu a fost mazilit, iar a doua zi, de Buna Vestire, Ștefan a fost ales domn, impus boierilor de către imbrohorul turc. Ștefan Cantacuzino a încurajat plângerile la Constantinopol împotriva lui Constantin Brâncoveanu, a predat turcilor corespondența acestuia cu nemții și a luat averile prietenilor lui Brâncoveanu.
Ștefan a fost confirmat în domnie la 23 aprilie/4 mai 1714, după ce i-a trimis la Constantinopol ca soli pe banul Constantin Știrbei și pe comnatul său, Radu Dudescu.
Ștefan Cantacuzino a desființat văcăritul, un impozit proporțional pe cap de animal, care fusese impus de predecesorul lui.
În timpul domniei lui începe războiul între turci și creștinii europeni conduși de principele Eugen de Savoia. Ștefan a luat partea nemților habsburgici, comunicându-i generalului Stephan Steinville știri despre stadiul pregătirilor de război ale Porții.
Ștefan a fost mazilit și ridicat din București de un capugiu, trimis de Poartă pe 9/20 sau 10/21 ianuarie 1716. În timp ce Del Chiaro a indicat data din urmă, cronocile interne menționează ziua de 9 ianuarie (stil vechi). Ambasadorul englez la Constantinopol scria deja la 9 ianuarie către secretarul de stat că mazilirea are ca motiv gelozia marelui vizir, iar Ștefan era înlocuit cu Mavrocordat pentru că Poarta avea mai multă încredere în acesta din urmă, iar familia sa din Constantinopol era chezășie.
Ștefan a plecat pe 25 ianuarie la Constantinopol, împreună cu tatăl, soția și cei doi fii ai săi, fiindu-i permis inițial să locuiască în casele Țării Românești din capitala Imperiului Otoman, primind fără restricție vizite.
A fost ucis la în noaptea dintre 25-26 mai/6-7 iunie 1716, la Constantinopol, împreună cu tatăl său. Corpurile le-au fost aruncate în mare, iar capetele au fost umplute cu bumbac și trimise la Adrianopol, unde au fost prezentate vizirului Gin-Ali. La câteva zile distanță, spătarul Mihai Cantacuzino și Radu Dudescu au fost duși sub pază puternică la Adrianopol și gâtuiți.

## Urmași
Ștefan Cantacuzino a fost căsătorit cu Păuna Greceanu, fiica boierului Andronic Greceanu. Au avut doi fii, Radu Cantacuzino și Constantin Cantacuzino.